# Harriet Beecher Stowe
Harriet Beecher Stowe, nacida Harriet Elisabeth Beecher (Litchfield, Connecticut, 14 de junio de 1811-Hartford, 1 de julio de 1896), fue una escritora estadounidense, feminista y abolicionista. Publicó múltiples novelas y artículos periodísticos. La más famosa de sus obras es La cabaña del tío Tom (Uncle Tom's Cabin), la cual narra una historia de la vida en esclavitud y fue publicada originalmente entre 1851 y 1852, en forma seriada, en un órgano periodístico abolicionista, The National Era, editado por Gamaliel Bailey. Aunque Stowe nunca había pisado el Sur estadounidense, en 1853 publicó A Key to Uncle Tom's Cabin, un trabajo en el que documenta la veracidad de la descripción de las vidas de los esclavos que había realizado en la novela.
Su segunda novela fue Dred: A Tale of the Great Dismal Swamp, de 1856, también de tema esclavista y abolicionista.

## Primeros años
Nacida en Litchfield, Connecticut el 14 de junio de 1811, y criada en Hartford, fue la séptima hija de once de Lyman Beecher, un ministro religioso abolicionista de Boston, y Roxana Foote Beecher; su hermano, Henry Ward Beecher, también fue un famoso pastor protestante. En 1832, su familia se mudó a Cincinnati, otra ciudad fervientemente vinculada a la causa abolicionista donde su padre se convirtió en el primer presidente del Seminario Teológico de Lane. En ese lugar, Harriet obtuvo conocimientos propios acerca de la esclavitud y del ferrocarril subterráneo, lo que la llevó a escribir Uncle Tom's Cabin, que se convirtió en la primera gran novela estadounidense con un héroe afrodescendiente. La muerte de su madre (que se produjo cuando ella tenía cuatro años) y la convivencia con su madrastra le brindaron una imagen deteriorada sobre la maternidad que se encuentra presente en gran parte de sus trabajos. A pesar de que Beecher Stowe siguió las creencias religiosas de su familia, pronto se apartó del Calvinismo ortodoxo de su padre, aunque en sus novelas se observa la gran influencia de esta corriente religiosa. En 1836 Harriet contrajo matrimonio con Calvin Stowe, un ministro religioso viudo. Luego, ella y su marido se mudaron a Brunswick, Maine, cuando él obtuvo una posición académica en Bowdoin College. Harriet y Calvin tuvieron siete hijos, pero algunos de ellos murieron a temprana edad. Sus primogénitas, las gemelas Hattie y Eliza, nacieron el 29 de septiembre de 1836. Cuatro años más tarde, en 1840, nació su hijo Frederick William. En 1848 nació Samuel Charles, pero murió al año siguiente enfermo de cólera epidémico.  
Harriet murió el 1 de julio de 1896 en Hartford, Connecticut. Sus restos yacen en el cementerio de la Academia Phillips en Andover, Massachusetts. 
La Casa de Harriet Beecher Stowe se encuentra en Cincinnati, Ohio. Fue el primer hogar que ocupó su padre en el campus del Seminario Lane, y Harriet vivió allí hasta su matrimonio. Se encuentra abierta al público y funciona como un sitio histórico y cultural. Se centra en la vida de Harriet Beecher Stowe, en el Seminario de Lane y el ferrocarril subterráneo. El lugar también presenta la historia afroestadounidense. La residencia de Harriet Beecher Stowe en Cincinnati está situada en el 2950 de Gilbert Avenue.

## Citas

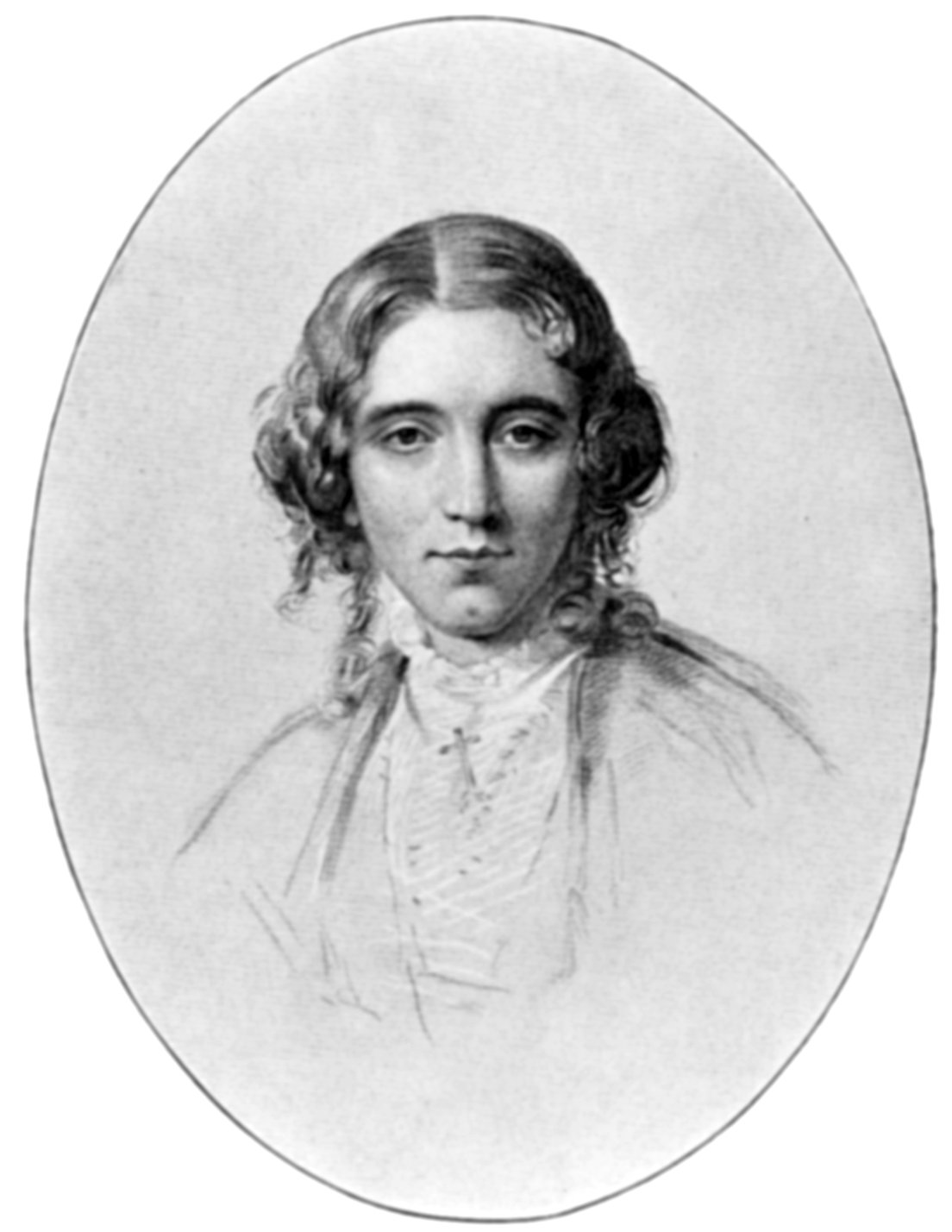
La joven Harriet.

Cuando Harriet Beecher Stowe se encontró con Abraham Lincoln en 1862, durante la Guerra Civil, el saludo del entonces presidente de los Estados Unidos fue: «So you're the little woman who wrote the book that started this great war!» ('¡Así que usted es la pequeña mujer que escribió el libro que inició esta gran guerra!'). Harriet medía alrededor de 1,50 m.
«The bitterest tears shed over graves are for words left unsaid and deeds left undone» ('Las lágrimas más amargas derramadas sobre las tumbas son por palabras que no se dijeron y hechos que no se hicieron').

## Obras seleccionadas
- La cabaña del tío Tom (Uncle Tom's Cabin, 1851).
- A Key to Uncle Tom's Cabin (1853) – Una clave para la cabaña del tío Tom
- Dred, A Tale of the Great Dismal Swamp (1856) – Dred, una historia del Gran Triste Pantano
- The Minister's Wooing (1859) – El cortejo del ministro
- The Pearl of Orr's Island (1862) – La perla de la isla Orr
- bajo el nombre "Christopher Crowfield"
  - House and Home Papers (1865) – La casa y papeles del hogar
  - Little Foxes (1866) – Pequeños zorros
  - The Chimney Corner (1868) – La esquina de la chimenea
- Old Town Folks (1869) – Cuentos de la Vieja Ciudad
- The Ghost in the Cap'n Brown (1870) – El fantasma en el Cap'n Brown
- Lady Byron Vindicated (1870) - Lady Byron reivindicada
- My Wife and I (1871) – Mi esposa y yo
- Pink and White Tyranny]] (1871) – Tiranía rosa y blanca
- We and Our Neighbors (1875) – Nosotros y nuestros vecinos
- Poganuc People (1878) – Gente Poganuc

## Obras distintas de novelas

### Novela
- The Christian Slave. Un drama basado en una parte de la cabaña del tío Tom. Boston: Phillips, Sampson & Company. 1855. (Versión de lectura basada en La cabaña del tío Tom). (Copia digital alojada por HathiTrust [3]).

### Poesía
- Religious Poems. Boston: Ticknor and Fields. 1867. (Copia digital albergada en el Internet Archive [4])

### No ficción
- A New England Sketchbook. Lowell [Mass.]: A. Gilman. 1834. (Como Harriet E. Beecher.)
- Earthly Care, A Heavenly Discipline. Boston: The American Tract Society. [hacia 1845].
- "A New Year's Dream". The Christian Keepsake, and Missionary Annual, for MDCCCXLIX. n.l.: Brower, Hayes & Co. [1849].
- History of the Edmonson Family. Andover, Mass.: The Author. 1852?. (Libro autoeditado para recaudar fondos para educar a Emily y Mary Edmonson, antiguas esclavas redimidas mediante una suscripción pública en 1848, con el apoyo de Stowe.)
- A Key to Uncle Tom's Cabin, presenting the original facts and documents upon which the story is founded together with corroborative statements verifying the truth of the work. Boston, Cleveland, London: John P. Jewett & Co.; Jewett, Proctor & Worthington; Low and Company. 1853.(Copia digital albergada en HathiTrust:[5])
- Sunny Memories of Foreign Lands. Boston; New York: Phillips, Sampson, and Company; J.C. Derby. 1854. (Copia digital en HathiTrust: Volumen I [6] y Volumen II [7])
- First Geography for Children. Boston: Philips, Sampson and Co. 1855. (Copia digital en HathiTrust: [8])
- Stories about our Dogs. Edinburgh: William P. Nimmo. [1865]. (Nimmo's Sixpenny Juvenile Series.) (Copia digital en la University of Florida's George A. Smathers Library. [9])
- House and Home Papers. Boston: Ticknor and Fields. 1865. (Published under the name of Christopher Crowfield.) (Copia digital en Archive.org. [10])
- Little Foxes. Boston: Ticknor and Fields. 1866. (Published under the name of Christopher Crowfield.) (Copia digital en Archive.org. [11])
- Men of our Times; or, Leading Patriots of the Day. Being narratives of the lives and deeds of statesmen, generals, and orators. Including biographical sketches and anecdotes of Lincoln, Grant, Garrison, Sumner, Chase, Wilson, Greeley, Farragut, Andrew, Colfax, Stanton, Douglass, Buckingham, Sherman, Sheridan, Howard, Phillips and Beecher. Hartford, Conn.; New York: Hartford Publishing Co.; J.D. Denison. 1868. (Copia digital en Hathitrust[12])
- The Chimney Corner. Boston: Ticknor and Fields. 1868. (Publicada bajo el nombre Christopher Crowfield.) (Copia digital en HathiTrust:[13])
- The American Woman's Home; or, Principles of Domestic Science being a guide to the formation and maintenance of economical, healthful, beautiful, and Christian homes. New York; Boston: J.B. Ford and Company; H.A. Brown & Co. 1869. (Written with Catherine Beecher.) (Version digital en el MSU Historic American Cookbook Project.[14]) Textbook version: Principles of Domestic Science as Applied to the Duties and Pleasures of Home: A Text-book for the use of Young Ladies in Schools, Seminaries, and Colleges. New York: J.B. Ford and Company. 1870. (Copia digital en Archive.com.[15])
- The Lives and Deeds of our Self-made Men. Hartford, Conn.: Worthington, Dustin. 1872. (Copia digital en Archive.org.[16])
- Lady Byron Vindicated: A History of the Byron Controversy, from its beginning in 1816 to the present time. Boston: Fields, Osgood, & Co. 1870. (Ebook en Proyecto Gutenberg.[17])
- Palmetto-Leaves. Boston: J.R. Osgood and Company. 1873. (Copia digital en Archive.org:[18])
- Woman in Sacred History: A Series of Sketches Drawn from Scriptural, Historical, and Legendary Sources. New York: J.B. Ford and Company. 1873. (Digital copy of 1874 printing is hosted at Archive.org.)
- Footsteps of the Master. New York: J.B. Ford & Company. 1877. (Copia digital en HathiTrust:[19])
- Bible Heroines, Being Narrative Biographies of Prominent Hebrew Women in the Patriarchal, National, and Christian Eras, Giving Views of Women in Sacred History, as Revealed in the Light of the Present Day. New York: Fords, Howard, & Hulbert. 1878. (Copia digital en HathiTrust:[20])
- Poganuc People: Their Loves and Lives. New York: Fords, Howard, & Hulbert. 1878. [1878]. (Copia digital en HathiTrust:[20])
- He's Coming Tomorrow. Boston: James H. Earle. [published between 1889 and 1883]. (Copia digital de la edición de  1901 edition en Archive.org:[21])
- A Dog's Mission; or, The Story of the Old Avery House and Other Stories. New York: Fords, Howard, and Hulbert. 1880. (Collection of children's stories consisting of "A Dog's Mission", "Lulu's Pupil", "The Daisy's First Winter", "Our Charley", "Take Care of the Hook", "A Talk about Birds", "The Nest in the Orchard" y "The Happy Child".) (Copia digital en HathiTrust:[22])

## Legado

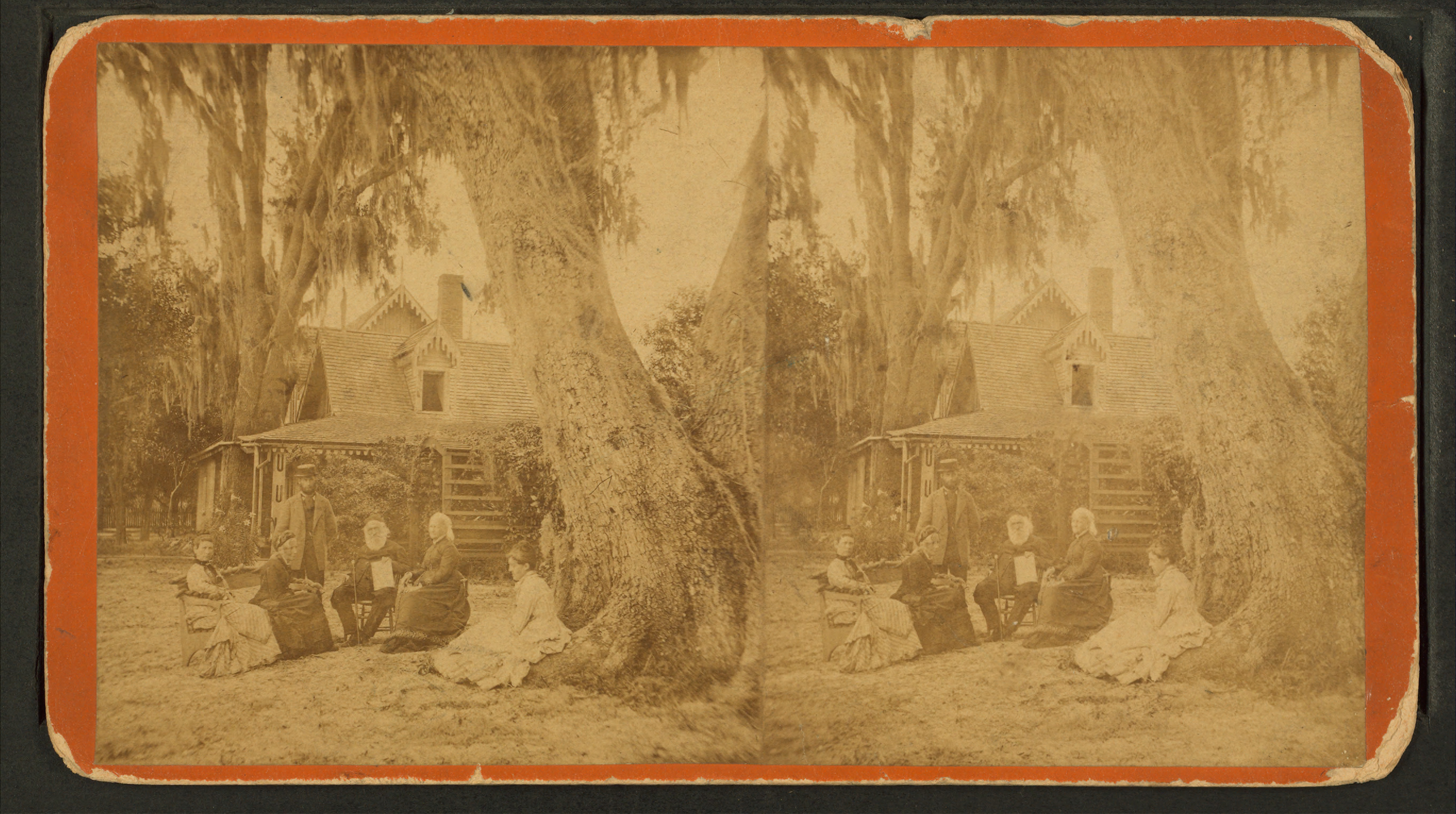
Estereoscopio del Dr. Stowe y Harriet Beecher Stowe en la casa de Mandarin, Florida.

### Lugares
Varios puntos de referencia están dedicados a la memoria de Harriet Beecher Stowe y están ubicados en varios estados, incluidos Ohio, Florida, Maine y Connecticut. Las ubicaciones de estos puntos de referencia representan varios períodos de su vida, como la casa de su padre donde creció y donde escribió su obra más famosa.
La Casa Harriet Beecher Stowe en Cincinnati, Ohio, es la antigua casa de su padre Lyman Beecher en el antiguo campus del Seminario Lane. Su padre era un predicador que se vio muy afectado por los disturbios a favor de la esclavitud en Cincinnati de 1836. Harriet Beecher Stowe vivió aquí hasta su matrimonio. Está abierto al público y funciona como un sitio histórico y cultural, centrándose en Harriet Beecher Stowe, el Lane Seminary y el ferrocarril subterráneo. El sitio también presenta la historia afroamericana.
En las décadas de 1870 y 1880, Stowe y su familia pasaron el invierno en Mandarin, Florida, ahora un vecindario de la moderna y consolidada Jacksonville, en el río St. Johns. Stowe escribió Palmetto Leaves mientras vivía en Mandarin, posiblemente una elocuente pieza de literatura promocional dirigida a los potenciales inversores del norte de Florida en ese momento. El libro se publicó en 1873 y describe el noreste de Florida y sus residentes. En 1874, Stowe fue honrada por el gobernador de Florida como uno de los varios norteños que habían ayudado al crecimiento de Florida después de la guerra. Además de sus escritos que inspiraron a turistas y colonos de la zona, ayudó a establecer una iglesia y una escuela, y ayudó a promover las naranjas como un importante cultivo estatal a través de sus propios huertos. La escuela que ayudó a establecer en 1870 era una escuela integrada en Mandarin para niños y adultos. Esto precedió en más de medio siglo al movimiento nacional hacia la integración. La placa que conmemora a la familia Stowe se encuentra frente al antiguo emplazamiento de su cabaña. Está en la propiedad del Community Club, en el sitio de una iglesia donde el esposo de Stowe sirvió como ministro. La Iglesia de nuestro Salvador es una Iglesia Episcopal fundada en 1880 por un grupo de personas que se habían reunido para lecturas de la Biblia con el profesor Calvin E. Stowe y su famosa esposa. La casa fue construida en 1883 y contenía la vidriera Stowe Memorial, creada por Louis Comfort Tiffany.
La Casa Harriet Beecher Stowe en Brunswick, Maine, es donde vivía Stowe cuando escribió La cabaña del tío Tom. Su esposo enseñaba teología en el cercano Bowdoin College, y ella invitaba regularmente a estudiantes de la universidad y amigos a leer y discutir los capítulos antes de su publicación. El futuro general de la Guerra Civil y más tarde gobernador, Joshua Chamberlain, era entonces estudiante en la universidad y luego describió el escenario. En 2001, Bowdoin College compró la casa, junto con un edificio adjunto más nuevo, y pudo recaudar los fondos sustanciales necesarios para restaurar la casa. Ahora está abierto al público.
La Casa Harriet Beecher Stowe en Hartford, Connecticut, es la casa donde Stowe vivió durante los últimos 23 años de su vida. Estaba al lado de la casa del también autor Mark Twain. En esta casa estilo cabaña de 460 m² (5000 pies cuadrados), hay muchos de los artículos originales de Beecher Stowe y de la época. En la biblioteca de investigación, abierta al público, se encuentran numerosas cartas y documentos de la familia Beecher. La casa está abierta al público y ofrece visitas guiadas cada hora..
En 1833, durante la estancia de Stowe en Cincinnati, la ciudad se vio afectada por una grave epidemia de cólera. Para evitar enfermedades, Stowe hizo una visita a Washington, Kentucky, una comunidad importante de la época justo al sur de Maysville. Se quedó con la familia Marshall Key, una de cuyas hijas era estudiante en el Lane Seminary. Se tiene registro de que el Sr. Key la llevó a ver una subasta de esclavos, ya que se llevaban a cabo con frecuencia en Maysville. Los estudiosos creen que la experiencia la conmovió mucho. La casa de Marshall Key todavía se encuentra en Washington. Key era un destacado kentuckiano; entre sus visitantes también se encontraban Henry Clay y Daniel Webster.
El sitio histórico de la cabaña del tío Tom es parte del restaurado Dawn Settlement en Dresden, Ontario, que está a 32 km al este de Algonac, Míchigan. Se ha restaurado la comunidad de esclavos liberados fundada por el reverendo Josiah Henson y otros abolicionistas en la década de 1830. También hay un museo. Henson y Dawn Settlement proporcionaron a Stowe la inspiración para La cabaña del tío Tom.

### Honores

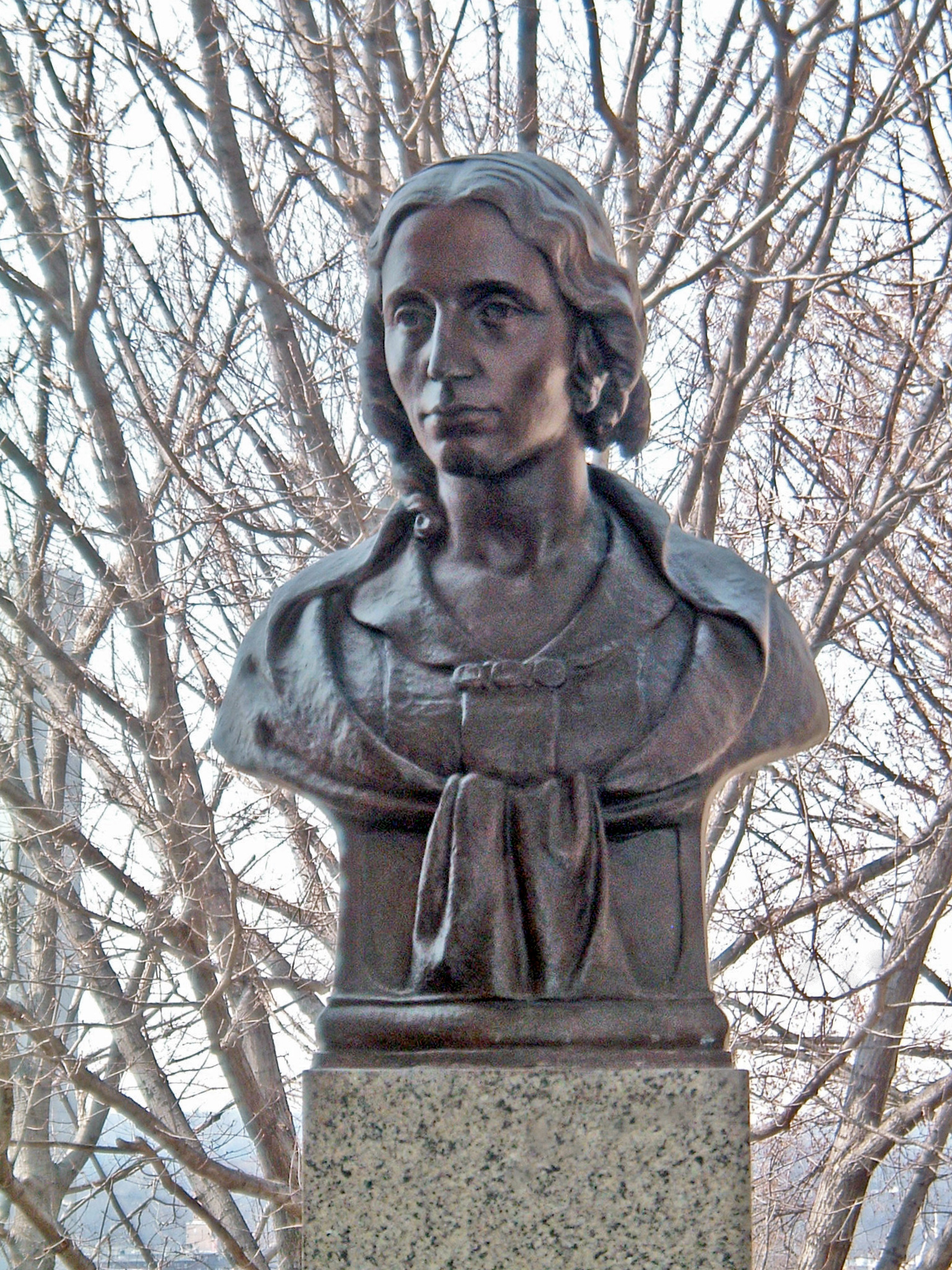
Busto obra de Brenda Putnam en el Salón de la Fama de los Grandes Estadounidenses.

- En 1986, Stowe fue incluida en el Salón Nacional de la Fama de la Mujer de EE. UU.[28]
- El 13 de junio de 2007, el Servicio Postal de los Estados Unidos emitió un sello postal de la serie Americanos Distinguidos de 75 centavos en su honor.[29]
- La Universidad Estatal Harris-Stowe en St. Louis, Missouri, lleva el nombre de Stowe y William Torrey Harris.[30]
- En 2010, la Sociedad Histórica de Ohio propuso a Stowe como finalista en una votación estatal para su inclusión en el Statuary Hall del Capitolio de los Estados Unidos (en su lugar, se eligió a Thomas Edison)..[31]